# Xinfeng (köpinghuvudort i Kina, Jiangsu Sheng, lat 33,27, long 120,45)
Xinfeng är en köpinghuvudort i Kina. Den ligger i provinsen Jiangsu, i den östra delen av landet, omkring 200 kilometer nordost om provinshuvudstaden Nanjing. Antalet invånare är 71 481. Befolkningen består av 36 315 kvinnor och 35 166 män. Barn under 15 år utgör 10,0 %, vuxna 15-64 år 75 %, och äldre över 65 år 13,0 %.
Runt Xinfeng är det tätbefolkat, med 369 invånare per kvadratkilometer. Närmaste större samhälle är Dazhong, 7,6 km söder om Xinfeng. Trakten runt Xinfeng består till största delen av jordbruksmark.
Genomsnittlig årsnederbörd är 1 047 millimeter. Den regnigaste månaden är juli, med i genomsnitt 229 mm nederbörd, och den torraste är januari, med 23 mm nederbörd.